# Lethrus tenuepunctus
Lethrus tenuepunctus là một loài bọ cánh cứng trong họ Geotrupidae. Loài này được Semenov & Medvedev miêu tả khoa học năm 1935.